# Manuel Jorge Domínguez
Pour les articles homonymes, voir Domínguez.
Domínguez  Díaz est un nom espagnol. Le premier nom de famille, en général paternel, est Domínguez ; le second, en général maternel, souvent omis, est Díaz.
Manuel Jorge Domínguez Díaz (né le 8 décembre 1962 à Barredos (es)) est un ancien coureur cycliste espagnol. Professionnel de 1985 à 1992, il a notamment été vainqueur d'étape sur le Tour d'Espagne 1986 et le Tour de France 1987.

## Palmarès
- 1982
  - Lazkaoko Proba
- 1984
  - Gran Premio della Liberazione
  - 3e du championnat d'Espagne sur route amateurs
- 1985
  - Prologue et 3ea étape du Griffin 1000 West
- 1986
  - 2ea étape du Tour de Murcie
  - 2e étape du Tour d'Espagne
  - 3e étape du Tour de La Rioja
  - 3e du championnat d'Espagne sur route
- 1987
  - 1re étape du Tour du Pays basque
  - 6e étape du Tour de France
  - 3e et 8e épreuves du Trophée Castille-et-León
  - 2e du Trophée Castille-et-León
  - 3e du championnat d'Espagne sur route
- 1988
  - 1re étape du Tour du Pays basque
  - 3e et 4e épreuves du Trophée Castille-et-León
  - 2e étape du Tour d'Espagne (contre-la-montre par équipes)
  - 2e étape du Tour des Asturies
  - 1re et 3e étapes du Tour de Galice
  - 2e du championnat d'Espagne sur route
- 1989
  - 6e étape du Trophée Castille-et-León
  - 5e étape du Tour des Asturies
  - 6e étape du Grand Prix du Midi libre
  - GP Llodio
  - 6ea étape du Tour de Catalogne
- 1991
  - 3e du GP Wielerrevue
  - 3e du championnat d'Espagne sur route
- 1992
  - 3e du Trofeo Alcudia

## Résultats sur les grands tours

### Tour de France
3 participations
- 1987 : 118e, vainqueur de la 6e étape
- 1988 : 128e
- 1991 : hors délais (19e étape)

### Tour d'Espagne
8 participations
- 1985 : abandon (9e étape)
- 1986 : 75e, vainqueur de la 2e étape
- 1987 : 62e
- 1988 : 56e, vainqueur de la 2e étape (contre-la-montre par équipes)
- 1989 : 62e
- 1990 : 105e
- 1991 : 80e
- 1992 : 58e